# O Trigo e o Joio
O Trigo e o Joio é uma longa-metragem portuguesa, realizado por Manuel Guimarães, no ano de 1965.
Baseia-se no livro com o mesmo título de Fernando Namora.

## Enredo
A acção desenrola-se no Alentejo, onde um pequeno lavrador alentejano vive numa courela com a esposa e a filha. Ele é um sonhador e optimista, enquanto a esposa é mais realista e pessismista, sabendo que só com o trabalho se consegue vencer na vida. 

O filme termina com uma mensagem de esperança na solidariedade entre os homens.

## Elenco
- Eunice Muñoz - Joana
- Igrejas Caeiro - Loas
- Mário Pereira - Barbaças
- Barreto Poeira - Maldonado
- Maria Olguim
- José Cardoso
- Lídia Franco
- Manuel Bento
- Miguel Franco
- José Saloio
- Virgílio Macieira